# 蒂萨许伊
蒂萨许伊（匈牙利語：Tiszasüly）是匈牙利亚斯-瑙吉孔-索尔诺克州所辖的一个村，总面积91.77平方公里，总人口1439，人口密度15.7人/平方公里（2010年1月1日）。